# Desa Buruan (administrativ by i Indonesien, lat -8,46, long 115,14)
Desa Buruan är en administrativ by i Indonesien.   Den ligger i provinsen Provinsi Bali, i den sydvästra delen av landet, 900 km öster om huvudstaden Jakarta. Desa Buruan ligger på ön Bali.